# A Star Is Born (trilha sonora de 1976)
A Star Is Born é o álbum da trilha sonora do filme musical de 1976 com o mesmo nome, protagonizado por Barbra Streisand e Kris Kristofferson. Lançado pela Columbia Records, foi produzido por Streisand e Phil Ramone. As gravações ocorreram em quatro localidades, a saber: no Sun Devil Stadium, no Grady Gammage Auditorium, no The Handlebar (Wally Heider Recording) e no A&M Recording Studios. As faixas foram gravadas ao vivo, e das doze presentes, sete são cantadas por Streisand sozinha, ao passo que Kristofferson tem três performances solo e os dois fazem um dueto em "Lost Inside Of You". A sonoridade vai de baladas românticas, ao pop rock.
Para promovê-lo, "Evergreen (Love Theme from A Star Is Born)" foi lançada como o primeiro e único single. Composta por Streisand (música) e Paul Williams (letra), tornou-se um dos maiores sucessos de sua carreira: foi o seu segundo a ser número um na Billboard Hot 100, onde posicionou-se por três semanas, bem como seis semanas no topo da parada Adult Contemporary. Nas lista de final de ano aparece em número quatro, entre as canções mais bem sucedidas de 1976. Com vendas de 2 milhões de cópias nos Estados Unidos, foi certificada com dois discos de platina pela RIAA. Recebeu o Grammy Award para Canção do Ano, o Globo de Ouro de melhor canção original e o Oscar de melhor canção original, tornando-se a primeira mulher a receber o prêmio.
Embora em relação a crítica especializada em música, tenha recebido resenhas desfavoráveis, comercialmente foi muito bem sucedido, mantendo-se no primeiro lugar na parada Billboard 200 por seis semanas e, eventualmente, recebendo um certificado quádruplo de platina pela RIAA, por mais de quatro milhões de unidades vendidas. De acordo com o encarte da caixa de compilação Just for the Record..., recebeu certificações por suas vendas em diversos países, tais como: Nova Zelândia, Brasil, Holanda, Itália e México. Estima-se que suas vendas sejam de mais de 8 milhões de cópias no mundo.

## Recepção crítica
| Críticas profissionais | Críticas profissionais |
| Avaliações da crítica  | Avaliações da crítica  |
| Fonte                  | Avaliação              |
| ---------------------- | ---------------------- |
| AllMusic               | [ 8 ]                  |
| Rolling Stone          | Unfavorable            |
| The Village Voice      | D+                     |

As resenhas da crítica especializada foram, em maioria, desfavoráveis. William Ruhlmann, do site AllMusic, avaliou com duas estrelas de cinco e escreveu que tirando "Evergreen" as outras canções são fracas, e os vocais de Streisand e Kristofferson destoaram das canções.
Ken Tucker, da revista Rolling Stone, fez uma resenha desfavorável na qual argumentou que embora a capa seja elegante, o álbum é "péssimo". Criticou os vocais de Streisand que disse soar "apressada e desajeitada" e que colocados a frente das canções fez "parecer como se a banda e o coro estivessem em um trailer". Finalizou pintuando que embora o nome da cantora e atriz apareça por todo o crédito, os trabalhos dela não foram feitos "particularmente bem".
Robert Christgau, do jornal The Village Voice, deu uma nota D+ e um selo de "Deve ser evitado", e afirmou que o fato de o álbum ser ruim não era surpresa para ele, visto que nenhum dos dois artistas tinha apresentado um bom trabalho na história do "Consumer Guide".

## Lista de faixas
Créditos adaptados do site AllMusic.
| N.º | Título | Compositor(es)                               | Duração |  |
| 1.  | "Watch Closely Now"                                                                                              | Paul Williams, Kenny Ascher                  | 3:49    |  |
| 2.  | "Queen Bee" | Rupert Holmes                                | 3:55    |  |
| 3.  | "Everything" | Holmes, Williams                             | 3:50    |  |
| 4.  | "Lost Inside of You"                                                                                             | Barbra Streisand, Leon Russell               | 2:54    |  |
| 5.  | "Hellacious Acres"                                                                                               | Williams, Ascher                             | 2:58    |  |
| 6.  | "Evergreen" (Love Theme from A Star Is Born)                                                                     | Streisand, Williams                          | 3:04    |  |
| 7.  | "The Woman in the Moon"                                                                                          | Williams, Ascher                             | 4:49    |  |
| 8.  | "I Believe in Love"                                                                                              | Kenny Loggins, Alan Bergman, Marilyn Bergman | 3:13    |  |
| 9.  | "Crippled Crow"                                                                                                  | Donna Weiss                                  | 3:30    |  |
| 10. | "Finale: "With One More Look at You" / "Watch Closely Now"                                                       | Williams, Ascher                             | 7:43    |  |
| 11. | "Reprise: Evergreen (Love Theme from A Star Is Born)"                                                            |                                              | 1:46    |  |
| 12. | "Evergreen (Love theme from A Star Is Born)" (Versão em espanhol; faixa bônus de algumas edições internacionais) |                                              | 3:05    |  |

## Tabelas
| Tabela musical (1976–77)              | Melhor posição |
| ------------------------------------- | -------------- |
| Australian Albums (Kent Music Report) | 3              |
| Canada Albums (RPM)                   | 1              |
| Japanease Albums (Oricon)             | 9              |
| Países Baixos (Dutch Charts)          | 7              |
| Nova Zelândia (RMNZ)                  | 1              |
| Noruega (VG-lista)                    | 10             |
| Suécia (Sverigetopplistan)            | 22             |
| Reino Unido (UK Albums Chart)         | 1              |
| Estados Unidos (Billboard 200)        | 1              |

| Tabela musical (1977)                 | Posição |
| ------------------------------------- | ------- |
| Australian Albums (Kent Music Report) | 11      |
| New Zealand Albums (RMNZ)             | 4       |
| US Billboard 200                      | 3       |
| US Cash Box                           | 7       |

## Certificações e vendas
| País                       | Certificação | Vendas    |
| -------------------------- | ------------ | --------- |
| Austrália (ARIA)           | 2× Platina   | 140,000   |
| Canadá (Music Canada)      | 3× Platina   | 300,000   |
| Estados Unidos (RIAA)      | 4× Platina   | 4,000,000 |
| Hong Kong (IFPI Hong Kong) | Ouro         | 10,000    |
| Reino Unido (BPI)          | Platina      | 300,000   |
| Resumos                    |              |           |
| Mundo                      | —            | 8,000,000 |